# Houston Stewart Chamberlain
Houston Stewart Chamberlain (Southsea, 9 de Setembro de 1855 — Bayreuth, 9 de janeiro de 1927) foi um autor britânico conhecido pelos seus trabalhos relacionados à raça ariana.

## Biografia

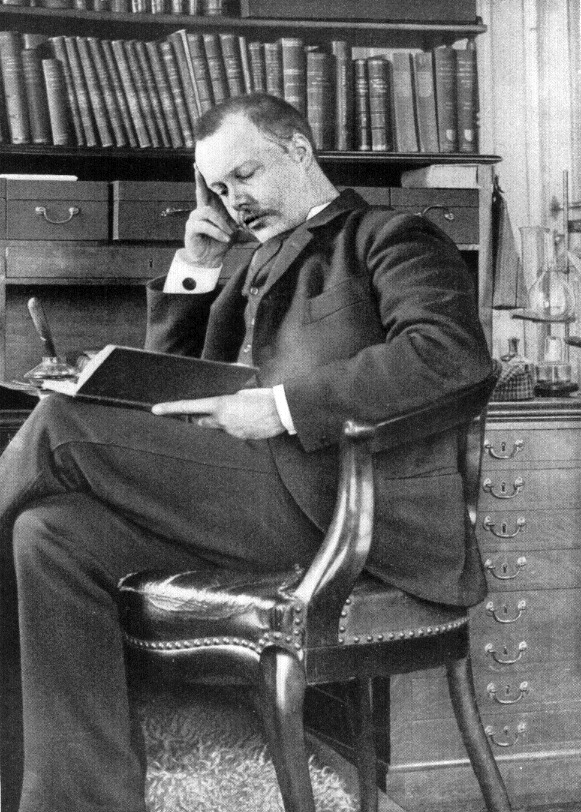
Houston Stewart Chamberlain em 1895

Nascido em Southsea, Inglaterra. Aos 14 anos sofreu problemas de saúde e se tratou em vários spas na Europa, com a companhia de um tutor que lhe ensinou a cultura e língua alemã.
Mudou-se para Alemanha, participou num grupo nacionalista extremista e antissemita.
Foi casado com Anna Horst, de 1878 a 1905, mas, depois casou-se, em 1908, com Eva von Bülow-Wagner, filha do compositor Richard Wagner. Eles ficariam casados até a morte de Chamberlain, em 1927.

## Racialismo ariano
Chamberlain sustentou, na sua obra Os fundamentos do século XIX, de 1899, que a raça superior ariana, descrita por Arthur de Gobineau, era ancestral de todas as classes superiores europeias e da Ásia, indo mais além, afirmando que ela não havia sido extinta, subsistindo em estado puro na Alemanha e no norte da Europa.
Dentro dos arianos Chamberlain incluiu os povos celtas e nórdicos, que considerou como pertencentes à mesma família germânica.
Seu trabalho foi bem recebido na Alemanha, tendo sido convidado à Corte do Kaiser Guilherme II.
Durante a Primeira Guerra Mundial escreveu artigos contra seu país de origem e naturalizou-se alemão. Seus escritos inspiraram profundamente Adolf Hitler - uma das poucas pessoas presentes ao seu funeral, em 1927.